# Betalt med Livet
Betalt med Livet er en amerikansk stumfilm fra 1922 af Norman Dawn.

## Medvirkende
- Sessue Hayakawa som Tai Leung
- Tsuru Aoki som Ko Ai
- Goro Kino som Chong Wo
- Misao Seki som Li
- Toyo Fujita som Foo
- George Kuwa som Hop Sing